# 泰和路
泰和路是中華人民共和國上海市寶山區一條東西走向道路，西起蕰川路，东至化成路，全长15.9千米，宽24米。中華民国15年（1926年）修筑，當時名為泰兴路。1949年后更名為泰和路，路名來自於江西泰和。道路上修有上海外環高速。